# Opération Niblick
L'opération Niblick est le nom donné à une série de 41 essais nucléaires souterrains  complétés au site d'essais du Nevada par les États-Unis en 1963 et 1964. Elle est précédée par l'opération Nougat et suivie par l'opération Whetstone.

## Essais
| Nom                | Date              | Puissance  |
| ------------------ | ----------------- | ---------- |
| Pekan              | 12 août 1963      | < 20 kt    |
| Satsop             | 15 août 1963      | < 20 kt    |
| Kohocton, Natches  | 23 août 1963      | < 20 kt    |
| Ahtanum            | 13 septembre 1963 | < 20 kt    |
| Bilby              | 13 septembre 1963 | 249 kt     |
| Carp               | 27 septembre 1963 | < 20 kt    |
| Narragaugus        | 27 septembre 1963 | < 20 kt    |
| Grunion            | 11 octobre 1963   | < 20 kt    |
| Tornillo           | 11 octobre 1963   | 380 tonnes |
| Clearwater         | 16 octobre 1963   | 20-200 kt  |
| Mullet             | 17 octobre 1963   | < 20 kt    |
| Shoal              | 26 octobre 1963   | 12 kt      |
| Anchovy            | 14 novembre 1963  | < 20 kt    |
| Mustang            | 15 novembre 1963  | < 20 kt    |
| Greys              | 22 novembre 1963  | 20-200 kt  |
| Sardine, Barracuda | 4 décembre 1963   | < 20 kt    |
| Eagle              | 12 décembre 1963  | 5,3 kt     |
| Tuna               | 20 décembre 1963  | < 20 kt    |
| Fore               | 16 janvier 1964   | 20-200 kt  |
| Oconto             | 23 janvier 1964   | 10,5 kt    |
| Club               | 30 janvier 1964   | < 20 kt    |
| Solendon           | 12 février 1964   | < 20 kt    |
| Bunker             | 13 février 1964   | < 20 kt    |
| Bonefish           | 18 février 1964   | < 20 kt    |
| Mackerel           | 18 février 1964   | < 20 kt    |
| Klickitat          | 20 février 1964   | 70 kt      |
| Handicap           | 12 mars 1964      | < 20 kt    |
| Pike               | 13 mars 1964      | < 20 kt    |
| Hook               | 14 avril 1964     | < 20 kt    |
| Sturgeon           | 15 avril 1964     | < 20 kt    |
| Bogey              | 17 avril 1964     | < 20 kt    |
| Turf               | 24 avril 1964     | 20-200 kt  |
| Pipefish           | 29 avril 1964     | < 20 kt    |
| Driver             | 7 mai 1964        | < 20 kt    |
| Backswing          | 14 mai 1964       | < 20 kt    |
| Minnow             | 15 mai 1964       | < 20 kt    |
| Ace                | 11 juin 1964      | 3 kt       |
| Bitterling         | 12 juin 1964      | < 20 kt    |
| Duffer             | 18 juin 1964      | < 20 kt    |
| Fade               | 25 juin 1964      | < 20 kt    |
| Dub                | 30 juin 1964      | 11,7 kt    |